# NStB Neustadt - Theresienstadt
Az NStB  Neustadt - Theresienstadt egy szerkocsisgőzmozdony-sorozat volt az osztrák-magyar k.k. Nördlichen Staatsbahn (NStB)-nál.
A 17 mozdonyt a Cockerill építette a belgiumi Seraingben 1845-46-ban. Ezek az akkor szokásos ferde hengerelrendezésűek voltak, hogy a forgóváz szabadon mozoghasson. A tölcséres (stanicli) kémény a fafűtésre utal.
Az NStB a mozdonyoknak a NEUSTADT, LITTAU, MÄHREN, MÜGLITZ, IGLAU, STEFANAU, LUKAWETZ, HOCHSTEIN, WILDENSCHWERT, LANDSKRON, TRIEBITZ, BRANDEIS, KOLIN, KÖNIGGRÄTZ, PARDUBITZ, LEITMERITZ és THERESIENSTADT neveket, valamint a 29-45 pályaszámokat adta.
Amikor 1855-ben a StEG felvásárolta az NStB-t a mozdonyokat átszámozta 27-43 pályaszámúra.
Valamennyi mozdonyt 1873 előtt selejtezték.

## Fordítás
- Ez a szócikk részben vagy egészben  a   NStB – Neustadt bis Theresienstadt című német Wikipédia-szócikk fordításán alapul.  Az eredeti cikk szerkesztőit annak laptörténete sorolja fel. Ez a jelzés csupán a megfogalmazás eredetét és a szerzői jogokat jelzi, nem szolgál a cikkben szereplő információk forrásmegjelöléseként. Az eredeti szócikk forrásai szintén ott találhatóak.